# Brian Michael Bendis
Pour les articles homonymes, voir BMB.
 (mars 2025).
Si vous disposez d'ouvrages ou d'articles de référence ou si vous connaissez des sites web de qualité traitant du thème abordé ici, merci de compléter l'article en donnant les références utiles à sa vérifiabilité et en les liant à la section « Notes et références ».
Compléments
House of M
Secret Invasion
Jinx (comics)
Brian Michael Bendis (BMB) est un auteur de bande dessinée américain né le 18 août 1967 à Cleveland.

## Biographie
Après avoir démarré en tant que scénariste et dessinateur indépendant avec des œuvres telles que Goldfish, Jinx, Powers, ou Torso, Brian M. Bendis s'est vite fait repérer par les studios de Todd McFarlane où il travailla un peu avant de passer en tant qu'auteur exclusif chez Marvel Comics où il a bâti sa réputation dans le milieu du comic-book mainstream.
Bendis a contribué à créer le label pour adultes MAX (Max (comics)) chez Marvel grâce à sa série Alias. Il a aussi contribué à la création de l'univers Ultimate en créant la première série de cet univers, Ultimate spider-Man, mais aussi en participant à la création d'Ultimate Fantastic Four, en scénarisant des épisodes d'Ultimate X-Men ou lors de la mini-série Ultimate Six. Bendis a aussi coécrit Ultimate Power, autre série limitée devant modifier l'univers Ultimate avant les évènements Ultimatum et Ultimate Origins.
Dans Alias, il crée le personnage de Jessica Jones qu'il gardera dans sa suite The Pulse et qu'il intégrera dans nombre de ses travaux tels New Avengers, Secret War ou encore Daredevil. Le passage de Bendis sur ce dernier personnage est d'ailleurs devenu une référence, au niveau de celui de Frank Miller.
Bendis a aussi pris les rênes d'une partie de l'univers Marvel classique lors d'Avengers Disassembled, évènement menant à la séparation des Vengeurs avant leur reformation sous le titre New Avengers dans une configuration inédite. Dans le même temps, un autre pan de l'univers Marvel était bouleversé par les répercussions de la mini-série Secret War qu'il a scénarisée. Par la suite, Bendis a lancé l'évènement House of M qui a remis à plat plusieurs titres liés aux X-Men, a intégré ses séries aux conséquences de l'évènement Civil War. Il a également scénarisé Secret Invasion, un autre évènement majeur de l'univers Marvel.
Bendis est un scénariste particulièrement prolifique, capable d'écrire plus de cinq séries par mois. Il est particulièrement réputé pour ses dialogues percutant et longuement développés (avec des dessins identiques de case en case). L'inconvénient de ce style, souvent décrié, est le manque d'action de ses histoires et leur développement souvent très lent.
Il a également dessiné certaines de ses œuvres.
Fin 2017, après plus de 20 ans passé dans la maison Marvel, il signe un contrat d'exclusivité avec DC Comics. Apres une mini-série "Man of Steel" , la reprise d'Actions Comics (à partir du numero 1000) et de Superman, le contrat lui a également permis d'éditer son JinxWorld (l'univers de ses créations : Jinx, Powers , Briliant, Takio ,etc..).
En 2021, DC Comics a mis un terme au contrat d'exclusivité, lui permettant de signer des contrats avec d'autres maisons d'édition.